# Teoria del titolo valido
La teoria del titolo valido (o teoria del titolo di proprietà) è una teoria della giustizia distributiva e della proprietà privata creata da Robert Nozick, descritta nei capitoli 7 e 8 della sua opera Anarchia, stato e utopia. La teoria è il tentativo di Nozick di descrivere la "giustizia nelle proprietà" (Nozick 1974: 150) - o cosa si può dire e fare con le proprietà che le persone possiedono se viste da un principio di giustizia.

## Principi
La teoria del titolo valido di Nozick comprende tre principi principali:
1. Un principio di giustizia nell'acquisizione – Questo principio riguarda l'acquisizione iniziale dei titoli di proprietà. È un resoconto di come le persone arrivano per la prima volta a possedere proprietà del mondo non possedute e naturali, quali tipi di cose possono essere detenute e così via.
2. Un principio di giustizia nel trasferimento – Questo principio spiega come una persona può acquisire titoli di proprietà da un'altra, inclusi scambi e doni volontari.
3. Un principio di rettifica dell'ingiustizia: come trattare i beni acquisiti o trasferiti ingiustamente, se e quanto le vittime possono essere risarcite, come affrontare le trasgressioni o le ingiustizie commesse nel passato da un governo, e così via.

Nozick ritiene che se il mondo fosse del tutto giusto, sarebbero necessari solo i primi due principi, poiché "la seguente definizione induttiva coprirebbe in modo esaustivo il tema della giustizia nelle proprietà":
1. Ha diritto a tale titolo di proprietà chi acquisisce un titolo di proprietà secondo il principio di giustizia nell'acquisizione.
2. Ha diritto al titolo di proprietà chi acquista una partecipazione secondo il principio di giustizia nel trasferimento, da un altro avente diritto alla partecipazione.
3. Nessuno ha diritto al titolo di proprietà se non per (ripetute) applicazioni di 1 e 2. (Nozick 1974:151)

Pertanto, la teoria del titolo valido implicherebbe "una distribuzione è giusta se tutti hanno diritto alle partecipazioni che possiedono sotto la distribuzione" (Nozick 1974: 151). Tuttavia, non tutti seguono queste regole: "alcuni rubano gli altri, li truffano, li schiavizzano, sequestrando il loro prodotto e impedendo loro di vivere come preferiscono, o escludono con la forza altri dalla competizione negli scambi" (Nozick 1974: 152) . Quindi è necessario il terzo principio di rettifica. La teoria del titolo valido si basa sulle idee di John Locke (teoria lavoro-proprietà). Secondo la teoria del titolo valido, le persone sono rappresentate come fini in sé stesse ed eguali, come sosteneva Kant, sebbene persone diverse possano possedere (cioè avere diritto a) quantità diverse di proprietà.

## Stato sociale
Le idee di Nozick possono sostenere la creazione di un programma sociale minimo per i poveri. Ogni persona nello stato di natura può raggiungere un certo livello di benessere secondo le proprie capacità. Questo livello di benessere, sebbene non eguale, deve essere mantenuto attraverso la Teoria del lavoro della proprietà di Locke. Data la condizione di giustizia dell'acquisizione e la teoria lockiana, "è concepibile che nel normale funzionamento dell'economia, un regime di proprietà privata possa a volte, per alcune persone, non fornire l'accesso a questo livello di benessere quando lasciato a se stesso. Se è così, allora la giustizia - come la intende il libertario - esige che lo stato agisca per correggere la distribuzione del benessere generata dal gioco spontaneo delle forze di mercato".